# Kemisk oceanografi
Kemisk oceanografi er et bredt studie af havet. Nærmere bestemt den metamorfose som kemien i havene, liv i havet og havbunden gennemgår. Havet indeholder et væld af kemi; noget er naturligt og andet er menneskeskabt, og kan komme til havet fra et væld af forskellige kilder Kemisk oceanografi studerer eksempelvis forureningen af havet fra et kemisk perspektiv.